# Vital Borkelmans
Vital Philomene Borkelmans (Maaseik, 10 de junho de 1963) é um ex-futebolista e treinador de futebol belga que atuava como lateral-direito. Atualmente é consultor técnico do Al-Zawra'a, equipe da primeira divisão do Campeonato Iraquiano.

## Carreira de jogador
Revelado na base do Ven VV, Borkelmans jogou também pelos juniores do Patro Eisden entre 1979 e 1982, quando fez sua estreia no time principal, que disputava a terceira divisão na época. Atuaria pelo clube até 1986, quando foi contratado pelo KSV Waregem, onde disputou 99 partidas.
Em 1989 foi contratado pelo Club Brugge, atuando em 348 partidas e marcando 23 gols até 2000, tendo vencido 4 vezes o Campeonato Belga da primeira divisão, além de ter sido tricampeão da Copa da Bélgica e hexacampeão da Supercopa. O lateral ainda jogaria por Gent e Cercle Brugge até pendurar as chuteiras em 2005, no Evergem-Center, tendo acumulado ainda a função de técnico. 

## Seleção Belga
Borkelmans estreou na Seleção Belga em agosto de 1989, num amistoso contra a Dinamarca. Não lembrado por Guy Thys para a Copa de 1990, voltaria a defender os Diables Rouges em 1991, atuando contra Luxemburgo e Alemanha pelas eliminatórias da Eurocopa de 1992 e em um amistoso contra a Hungria.
Convocado por Paul Van Himst para a Copa de 1994, atuou contra Marrocos e Países Baixos, ambas na fase de grupos. Ele ainda disputaria a Copa de 1998, onde a Bélgica terminaria sendo eliminada na primeira fase. A última das 22 partidas do lateral pela seleção foi no empate por 1 a 1 com a Coreia do Sul.

## Carreira de treinador
Depois de acumular funções de jogador e técnico no Evergem-Center por uma temporada, Borkelmans continuou apenas como treinador em 2005–06. Também comandou Blankenberge e FCV Dender antes de tornar-se auxiliar-técnico de Marc Wilmots na Seleção Belga entre 2012 e 2016. Voltaria a ser treinador em 2018, tendo assumido o comando da Seleção Jordaniana, substituindo Jamal Abu-Abed. Sob seu comando, os Cavalheiros chegaram à fase de 16-avos de final na Copa da Ásia de 2019. Deixou a seleção em junho de 2021
Voltaria à Bélgica em 2023 para ser técnico das categorias de base do Royal Knokke até março de 2025, quando foi nomeado consultor técnico do Al-Zawra'a.

## Títulos
Club Brugge
- Campeonato Belga: 1989–90, 1991–92, 1995–96, 1997–98
- Copa da Bélgica: 1990–91, 1994–95, 1995–96
- Supercopa da Bélgica: 1990, 1991, 1992, 1994, 1996, 1998

Cercle Brugge
- Campeonato Belga da Segunda Divisão: 2002–03

### Individuais
- Artilheiro da Taça dos Clubes Vencedores de Taças de 1991–92: 6 gols
- Futebolista Húngaro do Ano: 1991, 1995